# Cypraeerato
Cypraeerato is een geslacht van weekdieren uit de klasse van de Gastropoda (slakken).

## Soorten
- Cypraeerato bimaculata (Tate, 1878)
- Cypraeerato boucheti (Drivas & Jay, 1986)
- Cypraeerato geralia (C. N. Cate, 1977)
- Cypraeerato margarita Fehse, 2018
- Cypraeerato nitida Fehse, 2018
- Cypraeerato rangiroa Fehse, 2012
- Cypraeerato splendida Fehse, 2017
- Cypraeerato stalagmia (C. N. Cate, 1975)

### Synoniemen
- Cypraeerato gemma (Bavay, 1917) => Eratoena gemma (Bavay, 1917)